# ان-متیل‌افدرین
ان-متیل‌افدرین (به انگلیسی: N-Methylephedrine) یک ترکیب شیمیایی با شناسه پاب‌کم ۶۴۷۸۲ است. 